# Palast der Republik (Almaty)

Das Gebäude nach dem Umbau (2018)

Der Palast der Republik (kasachisch Республика Сарайы, russisch Дворец Республики), ursprünglich Lenin-Palast, ist ein Gebäude im östlichen Stadtzentrum der kasachischen Stadt Almaty. Es befindet sich unweit des Hotel Kasachstan und wird heute für kulturelle Veranstaltungen genutzt.

## Geschichte
Der Moskauer Architekt Prostakow, der bereits das Abai-Opernhaus mit entworfen hatte, wandte sich in den 1960er Jahren an Dinmuchamed Kunajew und unterbreitete ihm seine Idee für einen Veranstaltungsort für Parteikongresse und Konzertveranstaltungen. Zu dieser Zeit war der Staatliche Kremlpalast in Moskau bereits erbaut und der Bau ähnlicher Gebäude in Leningrad und Kiew war schon im Gange oder geplant. Nachdem Kunajew diesen Entwurf abgelehnt hatte, beauftragte er zunächst Moskauer Architekten zusammen mit ortsansässigen Architekten einen Entwurf auszuarbeiten. Nachdem dies aber misslungen war, betraute er das Kasgorstroiprojekt-Institut in Alma-Ata damit.
Die Architekten des Gebäudes mussten innerhalb von drei Jahren ein Gebäude entwerfen und bauen, das für große Veranstaltungen wie den Parteitag der Kommunistischen Partei und für Konzerte sowjetischer Musiker geeignet war. Da es fü den Bau von Konzertgebäuden zu dieser Zeit Einschränkungen gab, wurde der Palast während der Bauzeit offiziell als Kulturklub des Kaspotrebsojus bezeichnet.
Der Palast der Republik wurde im Jahr 1970 anlässlich des 100. Geburtstags von Wladimir Lenin, dem Begründer der Sowjetunion, eingeweiht. Er wurde unter der Bezeichnung Palast der Kultur eröffnet. Die Architekten des Gebäudes Wladimir Kim, Juri Ratuschni, Nikolai Ripinski und Lew Uchobotow wurden für ihre Leistung 1971 mit dem Staatspreis der UdSSR ausgezeichnet. Am 6. Dezember 1991 wurde er in Palast der Republik umbenannt.
In den Jahren 2010 bis 2011 wurde das Bauwerk zum ersten Mal seit 40 Jahren renoviert und umgebaut. Im Innenraum des Gebäudes wurden unter anderem Wände verstärkt, damit das Bauwerk gegen seismische Aktivitäten in der Region abgesichert ist. Zudem wurde das architektonische Erscheinungsbild stark verändert, indem die vorher prägende Fassade mit ihren Betonteilen nun hinter einer Glasfassade verborgen wird. Der Umbau erfolgte eigentlich im Rahmen eines Programms zur Erhaltung von historischen und kulturellen Denkmälern von nationaler Bedeutung, hatte jedoch eine völlig veränderte architektonische Erscheinung des Gebäudes als Ergebnis.

## Galerie

Das ursprüngliche Erscheinungsbild vor dem Umbau (2010)